# Przedsiębiorstwo Komunikacji Samochodowej w Chełmie
Przedsiębiorstwo Komunikacji Samochodowej w Chełmie sp. z o.o. – nieistniejące już przedsiębiorstwo transportu zbiorowego.
Przedsiębiorstwo powstało w 1958 roku. Pierwszą regularną linią była linia Chełm – Sielec – Wojsławice. Od 2001 roku, po prywatyzacji pracowniczej, przedsiębiorstwo zarejestrowane było jako spółka z ograniczoną odpowiedzialnością, a udziałowcami były osoby prywatne. Zajmowało się ono przewozem pasażerskim na trasach regionalnych oraz dalekobieżnych, a także oferowało wynajem autobusów wchodzących w skład jej floty. Zakończyło ono swoją działalność 24 maja 2021 roku jako skutek z powodu długoletnich problemów finansowych.